# Итало Гариболди
Итало Гариболди (20 април 1879 – 9 февруари 1970) е генерал в Италианската кралска армия (Regio Esercito) преди и по време на Втората световна война. Роден е в Лоди, Италия.
В периода между двете световни войни постепенно се издига в йерархията, заемайки различни постове в командните структури на различни полкове и бригади.

## Военна кариера
През 1935 г., по време на Втората италианско-етиопска война, той поема командването на 30-а пехотна дивизия „Сабауда“, намираща се на северния фронт. Дивизията е част от 1-ви корпус, разположен в Еритрея.
От 1939 до 1941 г е командир на армия към Върховното командване на Северна Африка на маршал Итало Балбо. В Италианска Либия той командва първо 5-а армия, която е разположена на границата с френското владение Тунис. След капитулацията на Франция е главнокомандващ на 10-а армия – на границата с Египет, след като тя на практика е унищожена по време на операция „Компас“ и се налага да се попълни с хора и части от 5-а армия. По-късно, през 1941 г., е повишен в генерал-губернатор на Либия, като наследява на поста маршал Родолфо Грациани.
От 1942 до 1943 г. е главнокомандващ на италианската 8-а армия на Източния фронт, до унищожението ѝ в битката при Сталинград.

## След капитулацията на Италия
Гариболди е в Италия, когато крал Виктор Емануил III и маршал Пиетро Бадолио свалят от власт диктатора Бенито Мусолини и подписват примирие със Съюзниците. Като много други италиански военни той е пленен от германците. През 1944 г. е осъден на смърт като предател.
По-късно Гариболди е освободен от затвора от съюзническите сили. Умира на 90-годишна възраст в Рим. Неговият син Марио Гариболди тръгва по стъпките на баща си във военното поприще.

## Заемани постове
- Началник-щаб на 77-а дивизия – 1919 г.
- Командир на 26-и полк – 1926 г.
- Командир на 5-а бригада – 1931
- Командир на 30-а пехотна дивизия „Сабауда“ в Етиопия – 1935 и 1936 г.
- Главнокомандващ на 5-а армия в Триполитания – от 1939 до 1941 г.
- Главнокомандващ на 10-а армия в Киренайка – 1941 г.
- Генерал-губернатор на Италианска Либия – 1941 г.
- Главнокомандващ на 8-а италианска армия в южна Русия – 1942 и 1943 г.

|  | Тази страница частично или изцяло представлява превод на страницата Italo Gariboldi в Уикипедия на английски. Оригиналният текст, както и този превод, са защитени от Лиценза „Криейтив Комънс – Признание – Споделяне на споделеното“, а за съдържание, създадено преди юни 2009 година – от Лиценза за свободна документация на ГНУ. Прегледайте историята на редакциите на оригиналната страница, както и на преводната страница, за да видите списъка на съавторите. ВАЖНО: Този шаблон се отнася единствено до авторските права върху съдържанието на статията. Добавянето му не отменя изискването да се посочват конкретни източници на твърденията, които да бъдат благонадеждни. |